# Camarosporium quaternatum
Camarosporium quaternatum är en svampart som först beskrevs av Hazsl., och fick sitt nu gällande namn av Pier Andrea Saccardo 1883. Camarosporium quaternatum ingår i släktet Camarosporium, ordningen Botryosphaeriales, klassen Dothideomycetes, divisionen sporsäcksvampar och riket svampar.   Inga underarter finns listade i Catalogue of Life.